# Teseo Taddia

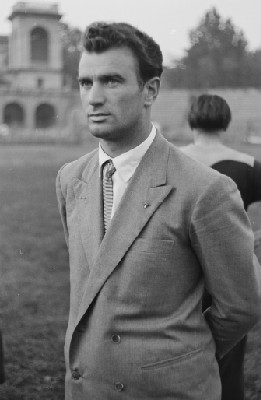
Teseo Taddia, 1950

Teseo Taddia (* 20. April 1920 in Bondeno; † 23. Dezember 1982 in Mailand) war ein italienischer Hammerwerfer.
Bei den Europameisterschaften 1946 in Oslo wurde er Sechster und bei den Olympischen Spielen 1948 in London Siebter.
1950 gewann er Silber bei den Europameisterschaften in Brüssel. Im Jahr darauf siegte er bei den Mittelmeerspielen in Alexandria. Bei den Olympischen Spielen 1952 in Helsinki und bei den Europameisterschaften 1954 in Basel wurde er jeweils Zehnter.
1955 verteidigte er bei den Mittelmeerspielen in Barcelona seinen Titel.
14-mal wurde er Italienischer Meister (1939, 1941–1943, 1945, 1947–1951, 1953–1956). Seine persönliche Bestleistung von 59,17 m stellte er am 8. Oktober 1950 in Mailand auf.